# Daniel Nicklasson
Anders Daniel Nicklasson, född 23 april 1981 i Hässleholm, är en svensk före detta fotbollsspelare, mittfältare, som spelade elitfotboll i bland annat IFK Göteborg, Mjällby AIF och Gais.

## Biografi
Nicklassons moderklubb är IFK Hässleholm, men han flyttade i unga år till IFK Göteborg, där han under Reine Almqvists ledarskap blev uppflyttad till A-laget och fick debutera i Allsvenskan. Chanserna i A-laget blev dock inte mångtaliga och han flyttade till danska Aalborg BK under sommaren 2000. Sejouren i Danmark blev dock inte lyckad då han efter endast en månad blev ljumskskadad. Det tog ett halvår innan han kunde börja spela fotboll igen.
Nicklasson flyttade då tillbaka till IFK Hässleholm, som då spelade i division 2. Till säsongen 2003 skrev han på för blekingska Mjällby AIF, som även de spelade i division 2. När kontraktet med Mjällby gick ut efter två år gick Nicklasson 2005 som så kallad "bosman" till Gais i Superettan. Redan första säsongen blev klubben uppflyttad till Allsvenskan, och Nicklasson fick åter spela i högsta divisionen.
I början av juli 2009 blev det klart att Daniel Nicklasson återvände från Gais till Mjällby AIF. Han lånades ut under resten av säsongen till klubben, som då spelade i Superettan. Mjällby tog steget upp i allsvenskan och efter säsongen skrev Nicklasson på för klubben permanent.